# Coptopterygidae
Coptopterygidae (лат.) — семейство богомолов. Встречаются в Южной Америке и частично в Северной Америке.

## Описание
Coptopterygidae могут быть отличимы от всех других богомолов по следующей комбинации признаков: супракоксальная дилатация хорошо выражена; три дисковидных шипа; переднеспинка с 5 задневентральными шипами; ходильные ноги без шипов; тегмен с удлинённой стигмой. Супраанальная пластинка треугольная; церки короче половины длины брюшка, не уплощены; фалломеры полностью склеротизованы; отростки левого комплекса разделены; вентральный фалломер с базальной лопастью на правой стороне; pda перемещен на левую сторону вентрального фалломера, редуцирован; sdp присутствует, направлен вправо; апофиз фаллоидный апофизис с передней лопастью; дорсальная пластинка левого фалломера без округлой лопасти

## Классификация
Семейство включает 2 рода (около 30 видов), ранее включаемые в Mantidae в качестве трибы Coptopterygini в подсемействе Photininae. В новой классификации (2019) таксон Amelidae включён в надсемейство Acanthopoidea (из клады Artimantodea) и инфраотряд Schizomantodea.

### РодBrunneriaSaussure, 1869
- Brunneria borealis Scudder, 1896
- Brunneria brasiliensis Saussure, 1870
- Brunneria gracilis Giglio-Tos, 1915
- Brunneria grandis Saussure, 1870
- Brunneria longa Giglio-Tos, 1915
- Brunneria subaptera Saussure, 1869

### РодCoptopteryxSaussure, 1869
- Coptopteryx argentina Burmeister, 1864
- Coptopteryx claraziana Saussure, 1869
- Coptopteryx constricta Rehn, 1913
- Coptopteryx gayi Blanchard, 1851
- Coptopteryx gracilis Giglio-Tos, 1915
- Coptopteryx inermis Werner, 1925
- Coptopteryx magna Giglio-Tos, 1915
- Coptopteryx mesomelas Saussure, 1871
- Coptopteryx parva Giglio-Tos, 1915
- Coptopteryx platana Giglio-Tos, 1915
- Coptopteryx pusilla Beier, 1935
- Coptopteryx rebrevipennis Beier, 1958
- Coptopteryx spinosa Giglio-Tos, 1915
- Coptopteryx thoracica Rehn, 1913
- Coptopteryx thoracoides Giglio-Tos, 1915
- Coptopteryx viridis Giglio-Tos, 1915